# Topònims de Puigmaçana
Llistat de topònims del poble de Puigmaçana, pertanyent a l'antic terme municipal de Mur, actualment integrat en el de Castell de Mur, del Pallars Jussà, presents a la Viquipèdia.

## Corrals
| - Corral de Cinto | - Corral del Sastre | - Corral del Xic |  |

## Esglésies

### Romàniques
- Sant Fruitós de Claveral

### D'altres èpoques
- Mare de Déu del Roser de Puigmaçana

## Masies (pel que fa als edificis)
| - Masia de Claveral | - Masia del Xic |  |  |

## Geografia

### Camps de conreu
| - Tros de Calçó - Tros del Cinto - Claveral - Lo Corral de Cinto | - Planell del Fenàs - Plana Gran - Ço de Jofré - Lloriguer | - Vinya de Marió - Paredades - Planell dels Roures - Plans de Puigmaçana | - Sort del Sastre - Horts del Torrent - Vinya del Xic - Vinya Vella del Xic |

### Clots
| - Clot de la Masia del Xic | - Clot de Nartal |  |  |

### Corrents d'aigua
| - Barranc del Coscollar - Barranc de l'Espona | - Llau de Josepet | - Barranc de Lloriguer | - Barranc de la Torrentera |

### Diversos
- El Coscollar

### Entitats de població
- Puigmaçana

### Masies (pel que fa al territori)
| - Masia de Claveral | - Masia del Xic |  |  |

### Obagues
- Obac del Barranc de l'Espona

### Planes
| - Planell del Fenàs | - Plana Gran | - Plans de Puigmaçana | - Planell dels Roures |

### Pous
| - Pou del Sastre | - Pou del Tros del Cinto | - Pou del Xic |  |

### Serres
| - Serrat de Cabicerans | - Serra de Cinto |  |  |

### Solanes
- Solana de Corrals

### Vies de comunicació
| - Camí de la Masia de Claveral | - Camí de Mur, des de Puigcercós | - Camí de Puigmaçana |  |